# Léonidas d'Épire
Pour les articles homonymes, voir Léonidas (homonymie).
Léonidas (en grec ancien Λεωνίδας / Leônidas), mort vers 322 av. J.-C., est l'un des précepteurs du jeune Alexandre le Grand avant que celui-ci ne reçoive l'enseignement d'Aristote. Originaire d'Épire, il est un parent, peut-être l'oncle, d'Olympias. Il est appelé Leuconidès par le Pseudo-Callisthène.

## Biographie
Léonidas est désigné  par Philippe II pédagogue en chef (ou kathégètès) d'Alexandre, alors que celui-ci est âgé de 7 ans. Il a pour adjoint le précepteur Lysimaque d'Acarnanie. Puis à partir de l'âge de 13 ans, Alexandre commence à recevoir l'enseignement d'Aristote.
Le futur roi de Macédoine reçoit auprès de Léonidas une éducation (la paideia) « à la dure ». Léonidas possède des mœurs austères et apprend à Alexandre la frugalité. Alexandre aurait ainsi déclaré à Ada, satrape de Carie qui lui propose les meilleurs cuisiniers, que son précepteur lui en a donné de bien meilleurs : pour le déjeuner, une promenade avant l'aube et pour le souper, un repas léger. Alexandre affirme également à cette occasion que Léonidas a eu pour habitude de vérifier dans les coffres contenant la literie et les vêtements de son élève si Olympias n'y a pas placé des objets superflus.
Après le siège de Tyr en 332, Alexandre envoie à son ancien précepteur pour 500 talents d'encens et 100 talents de myrrhe en souvenir d'un épisode de son enfance. Car un jour, pendant un rituel, Alexandre a pris de l'encens à pleines mains pour le jeter dans le feu. Léonidas lui aurait alors dit : « Quand vous aurez fait la conquête du pays qui porte ces aromates, vous pourrez prodiguer ainsi l'encens : maintenant il faut en user avec plus de réserve ». Alexandre joint à la cargaison une lettre qui stipule : « Je vous envoie une abondante provision d'encens et de myrrhe, afin que vous ne soyez plus si économe envers les dieux ».
Le philosophe stoïcien Diogène de Babylone a accusé Léonidas d'avoir suscité la fierté et l'ambition du roi macédonien au lieu de les tempérer.

## Sources
- Plutarque, Vies parallèles [détail des éditions] [lire en ligne], Alexandre.